# Bisdom Faisalabad
Het Bisdom Faisalabad (Latijn: Dioecesis Faisalabadensis) is een rooms-katholiek bisdom in de kerkprovincie Lahore met als bisschopszetel Faisalabad (Pakistan). 
Het bisdom werd opgericht in 1960 als het Bisdom Lyallpur (de toenmalige naam van de stad Faisalabad). De eerste bisschoppen waren Italiaanse dominicanen.
Het bisdom heeft een oppervlakte van 35.300 km² en telde in 2015 182.000 katholieken, dit is 0,4% van de bevolking. De hoofdkerk is de Sint-Petrus en Pauluskathedraal in Faisalabad.

## Bisschoppen
- Francesco Benedetto Cialeo, O.P. (1960-1976)
- Paolo Vieri Andreotti, O.P. (1976-1984)
- John Joseph (1984-1998)
- Joseph Coutts (1998-2012)
- Joseph Arshad (2012-2017)
- Indrias Rehmat (2019-)

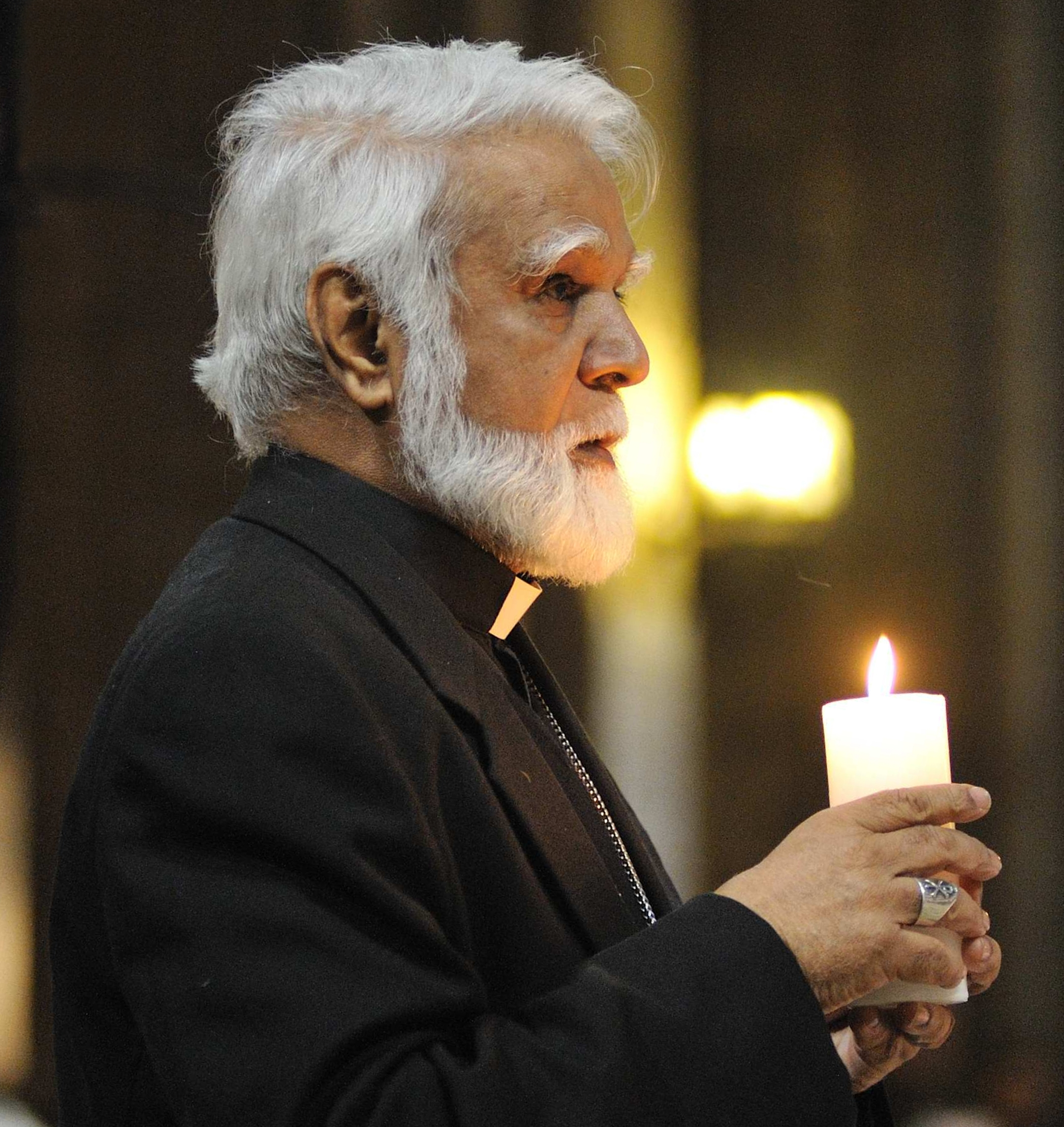
Bisschop Joseph Coutts
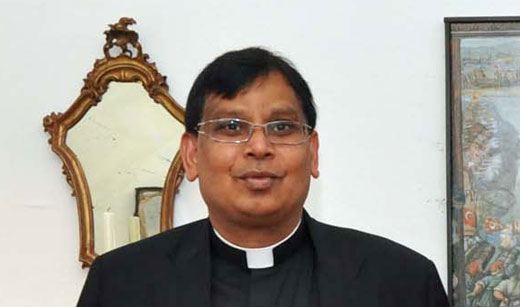
Bisschop Joseph Arshad